# Sahand (frégate, 2012)
Pour les autres navires du même nom, voir Sahand (frégate).
L'IRIS Sahand (74) (persan : سهند) est une frégate de la classe Moudge en service dans la marine de la république islamique d'Iran de 2018 à 2024.
Elle porte le nom du plus haut sommet montagneux de la province d'Azerbaïdjan oriental en Iran.

## Historique
Le Sahand est dévoilé au public fin novembre 2012. Le navire entre finalement en service le 1er décembre 2018,. Le navire est nommé en mémoire de l'ancienne frégate du même nom coulée par les États-Unis lors de l'opération Praying Mantis pendant la guerre Iran-Irak le 18 avril 1988.
En juin 2021, le Sahand, accompagné de l'IRINS Makran, sont les premiers navires de la marine iranienne à atteindre l'Atlantique sans accoster dans un port international, selon des sources officielles iraniennes,. Les premiers rapports des médias indiquent la destination du Venezuela, mais ceux-ci accosteront finalement à Saint-Pétersbourg pour assister à la Journée de la Marine commémorant le 325e anniversaire de la fondation de la marine russe. Le Makran transporte plusieurs vaisseaux d'attaque rapide.
Le 7 juillet 2024, le Sahand chavire lors de réparations à Bandar Abbas, apparemment en raison d'un problème technique. Plusieurs personnes sont hospitalisées à la suite de l'incident et une partie de sa coque est submergée,. Immédiatement après l'incident, le directeur du Complexe iranien de construction navale et d'industries offshore (ISOICO) déclare qu'« il y a encore une possibilité » de le réparer pour le remettre en service. Plus tard, le 9 juillet, le navire coule entièrement après la rupture de la corde retenant le navire chaviré. L'épave aurait été renflouée le 13 juillet, mais aurait finalement coulée à nouveau dans des eaux légèrement plus profondes. Le 22 juillet 2024, le Sahand est une nouvelle fois renfloué et est désormais en attente de réparation,. Cependant, l'ampleur des dégâts et le temps estimé nécessaire à la restauration du navire n'ont pas été divulgués.